# 18 pieds
Le 18 pieds est une classe de voilier. C'est l'un des skiffs le plus rapide au monde. 
Depuis les premières régates en 1892 au port de Sydney (Australie) cette classe de skiff à design libre a évolué dans de gros changements pour finir sous la forme actuelle. Beaucoup de personnes considèrent les 18 pieds australiens comme les « Formule 1 » des mers.

## Historique
Les 18 pieds actuels sont le résultat de cent ans de développement continu, depuis les lourds bateaux transportant un équipage de dix personnes jusqu'aux légers et technologiques skiffs actuels… Voila deux sites donnant l'histoire complète du 18 pieds :
- Histoire des 49ers et des 18 pieds sur BreizhSkiff (en français)
- Ligue australienne de 18 pieds (en anglais)

## Le 18 pieds moderne
Il y a de nos jours deux designs différents pour ce bateau, l'« International 18 design » (dessiné par Iain Murray) et le « B18 design family » (dessiné par Julian Bethwaite). Tandis que dans la ligue australienne on n'utilise qu'un seul design, l'International 18, l'Association de classe européenne autorise les deux designs pour se concurrencer l'un l'autre. Les mesures des deux conceptions sont très strictes, mais les caractéristiques de navigation sont tout à fait différentes.
Ces bateaux ont une longueur de 18 pieds (5,49 m) et une largeur comprise entre 6 et 8 pieds (1,83 à 2,44 m). Le poids du bateau de doit pas passer en dessous de 170 kg (375 lb) avec les « ailes », les appendices (dérive et gouvernail) et le 1er set de voiles.
Le 18 pieds a un mât d'une longueur maximale de 10 m (33 pieds) qui peut supporter une surface de voile non limitée, qui est contrôlée par un équipage de trois membres au trapèze.
Dans la brise au portant (largue) le 18 pieds est très rapide et atteint des vitesses extrêmes qu'aucun autre monocoque ne peut dépasser. Le 18 pieds forme l'une des plus grandes flottes d'Australie, particulièrement à Sydney où des régates sont organisées dans le port entre les ferrys.
Par ailleurs, le 18 pieds n'est pas sans dangers. La vitesse peut le rendre difficile à manœuvrer et des accidents peuvent arriver.
Le 18 pieds australien est probablement le dériveur le plus rapide sur mer. Avec sa surface de toile massive et ses 3 membres d'équipage au trapèze, il peut presque tout dépasser sur l'eau. Il combine des vitesses extrêmes avec un peu de danger [réf. nécessaire] et c'est un des spectacles les plus impressionnants sur l'eau.